# Малік
Малік, мілк (фінік. 𐤌𐤋𐤒, івр. מלך, араб. ملك) — монархічний титул семітських народів.
У застосуванні до стародавніх володарів українською зазвичай перекладають як «цар», до монархів нового часу — як «король» (на відміну від інших титулів мусульманських правителів, таких як емір або султан, які не перекладаються). Зокрема, королями називають маліків — правителів Саудівської Аравії, Бахрейну, Йорданії, Марокко, а самі ці країни, звані по-арабськи «мамлакатами» (араб. مملكة — mamlakah) іменують королівствами. В арабській традиції маліками називають також доісламських і неісламських монархів, шахову фігуру короля.